# 志染町大谷
志染町大谷（しじみちょうおおたに）は、兵庫県三木市にある大字。旧・美嚢郡志染村大字大谷。郵便番号は673-0513。

## 地理

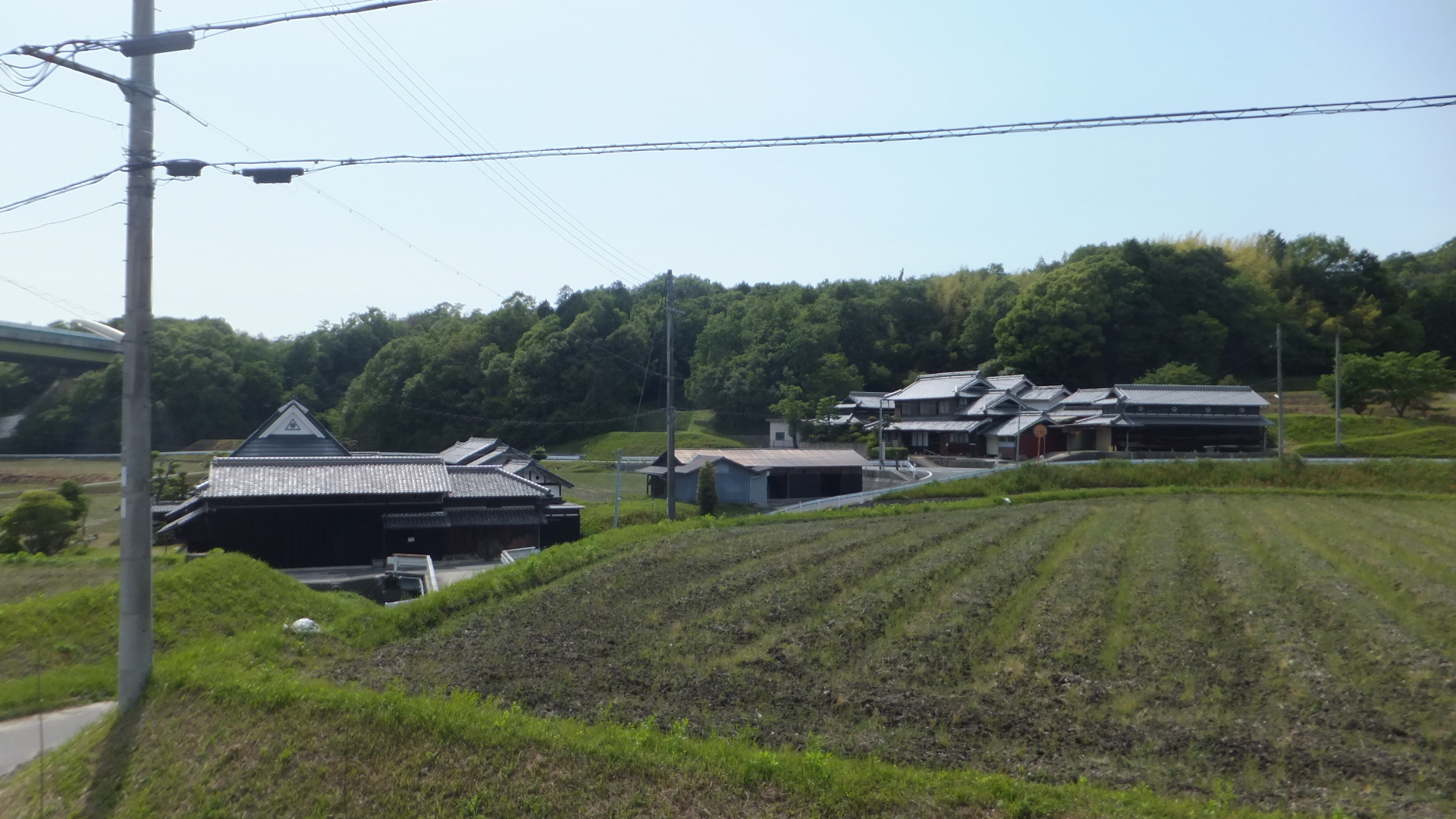
志染町大谷の農業地帯

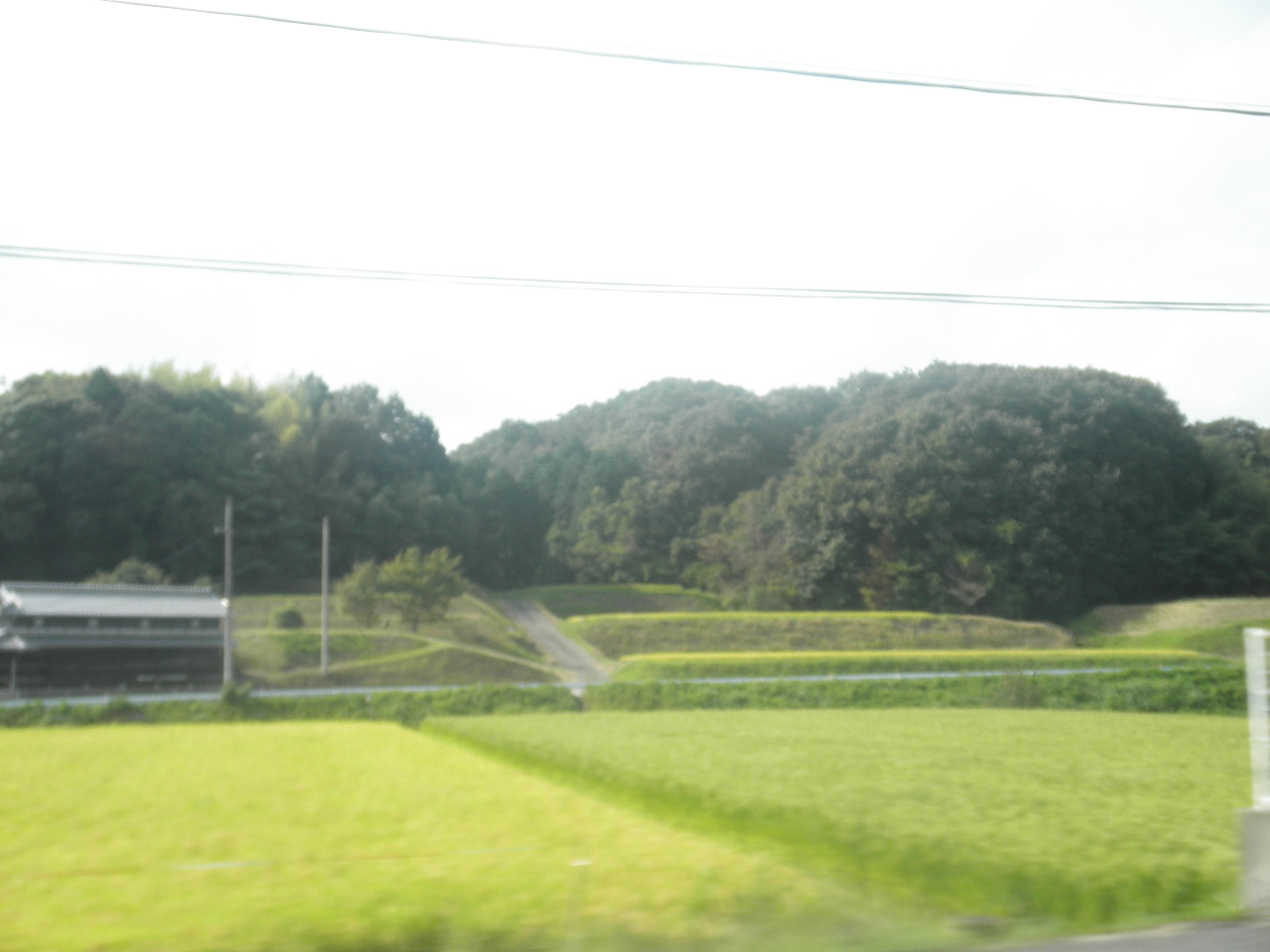
志染町大谷の街並み

- 志染地区の北東部に位置し、伽耶院が立地する。由来は伽耶院の山号が大谷山であることから、大谷山の中から大谷を抜粋して、名付けられた。[4]東側は神戸市北区淡河町勝雄・西側は志染町井上・南側は志染町御坂、志染町戸田・北側は細川町垂穂と接する。

## 歴史
- 1954年7月1日 - 三木市編入に伴い、三木市志染町大谷になる。

### 字域の変遷
| 実施前               | 実施年       | 実施後           |
| -------------------- | ------------ | ---------------- |
| 美嚢郡志染村大字大谷 | 1954年7月1日 | 三木市志染町大谷 |

## 世帯数と人口
2022年（令和4年）2月28日現在の世帯数と人口は以下の通りである。
| 町丁       | 世帯数 | 人口 |
| ---------- | ------ | ---- |
| 志染町大谷 | 36世帯 | 89人 |

## 小・中学校の学区
市立小・中学校に通う場合、学区は以下の通りとなる。
| 番地 | 小学校             | 中学校               |
| ---- | ------------------ | -------------------- |
| 全域 | 三木市立志染小学校 | 三木市立緑が丘中学校 |

## 施設

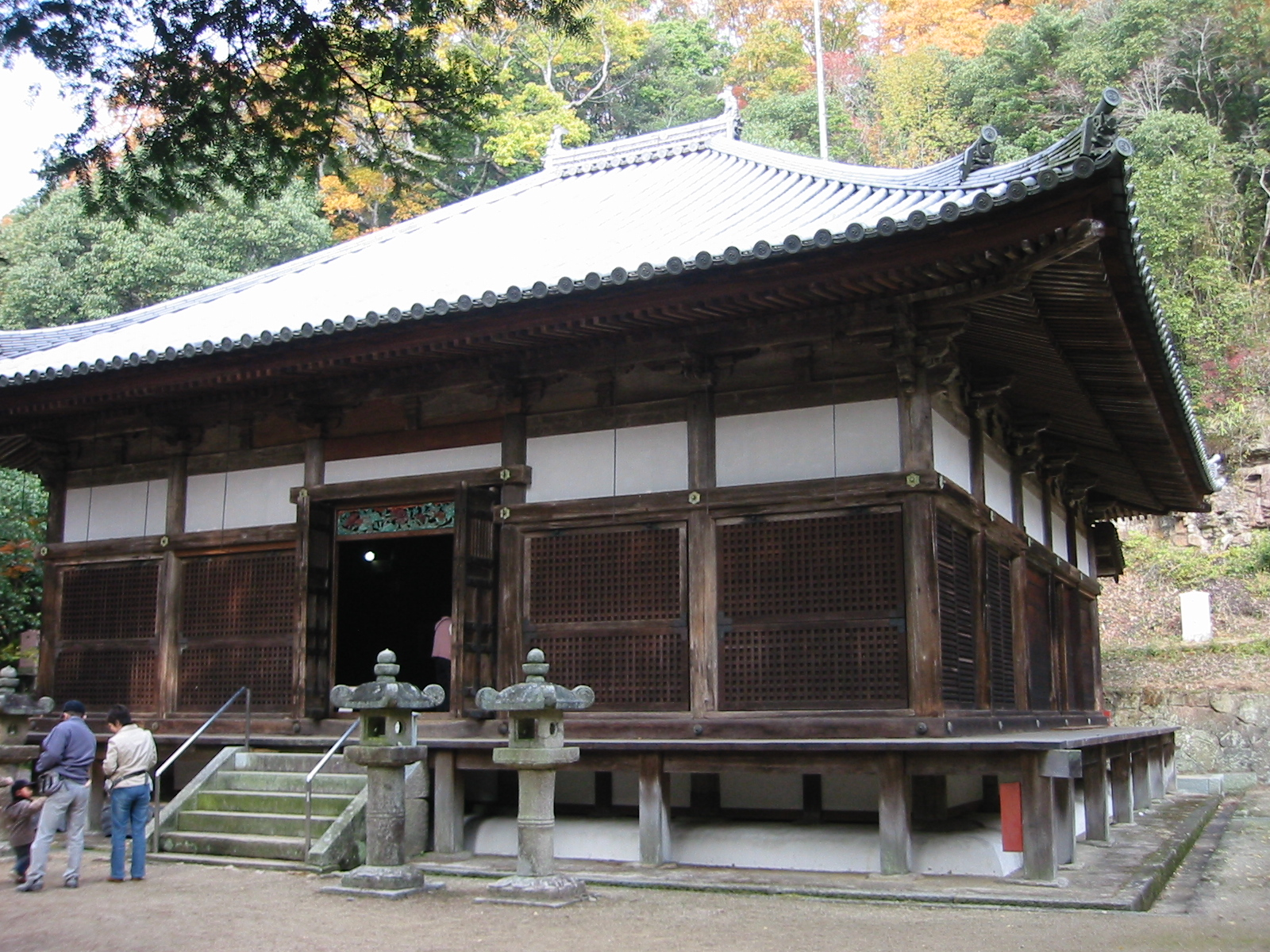
伽耶院
- 三木セブンハンドレッドクラブ
- 大谷公民館
- 大谷ライスセンター

- 伽耶院

## 交通

### 鉄道
地内には鉄道は走っていない。

### バス
- 神姫バス

### 道路
- 山陽自動車道
  - 三木東インターチェンジ（住所は志染町御坂である。）
  - 三木ジャンクション
- 兵庫県道85号神戸加東線
  - 槇山バイパス

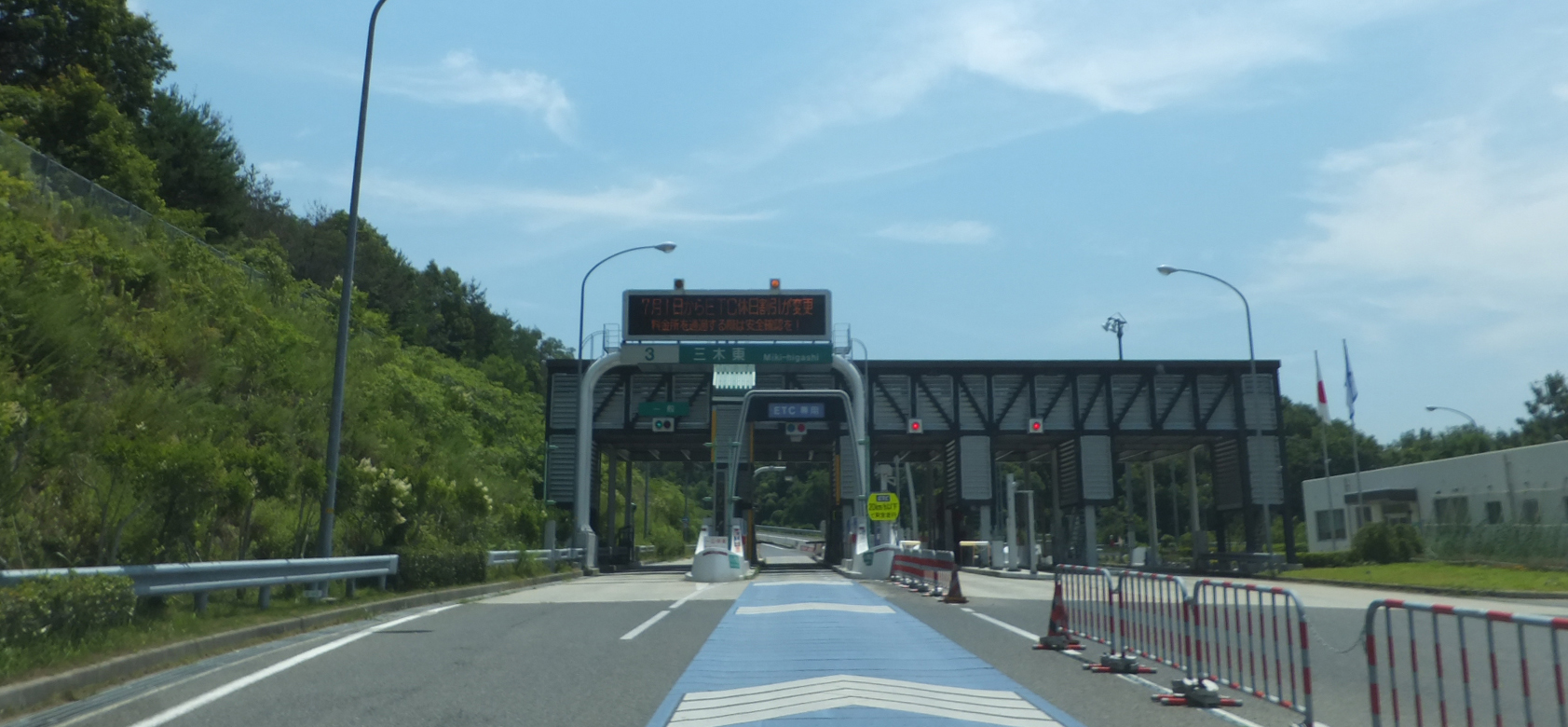
三木東インターチェンジ
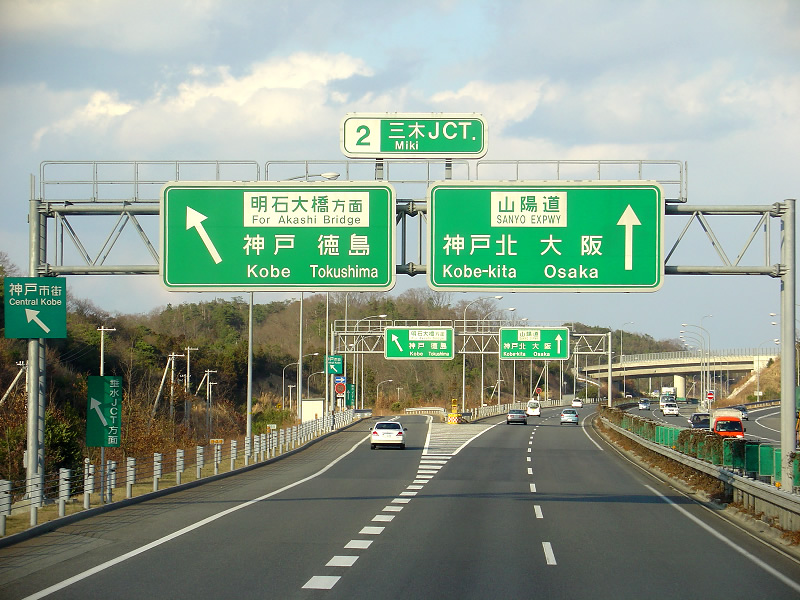
三木ジャンクション